# Liste der Flaggen im Kreis Steinfurt
Diese Liste beinhaltet alle in der Wikipedia gelisteten Flaggen im Kreis Steinfurt in Nordrhein-Westfalen. Weitere Flaggen von Städten, Gemeinden und Kreisen in Nordrhein-Westfalen sind über die Navigationsleiste am Ende der Seite erreichbar.
| Kreis           | Hissflagge | Banner                        | Kommentare |
| --------------- | ---------- | ----------------------------- | --- |
| Kreis Steinfurt |            | laut Hauptsatzung kein Banner | „Dem Kreis Steinfurt ist mit Urkunde des Regierungspräsidenten in Münster vom 10. März 1978 das Recht zur Führung eines Wappens, einer Flagge und eines Dienstsiegels verliehen worden. Beschreibung des Wappens: In Gold (Gelb) ein breiter roter Balken, darauf ein goldener (gelber), mit einem roten Schwan belegter Schild, oben in Gold (Gelb) zwei rote Seerosenblätter, unten in Gold (Gelb) ein rotes Seerosenblatt. Beschreibung der Flagge: Der Kreis führt eine Flagge mit den Farben gelb-rot-gelb (Verhältnis 1 : 3 : 1) längsgestreift (gemeint ist quergestreift); sie zeigt in der Mitte der roten Bahn das Wappenschild des Kreises.“ |

Wichtiger Hinweis
Zur Zeit der Erstellung dieses Artikels befinden sich darin nur wenig Flaggenabbildungen, dafür aber die Platzhalter  für Hissflaggen und  für Banner. Entsprechende Platzhalter  sind auch auf den Wappenlisten üblich und eine Aufforderung, die noch fehlenden Abbildungen zu finden oder zu erstellen und hochzuladen.

## Städte und Gemeinden
| Stadt         | Hissflagge                         | Banner                        | Kommentare |
| ------------- | ---------------------------------- | ----------------------------- | --- |
| Altenberge    |                                    |                               | „Der Gemeinde ist mit Urkunde des Regierungspräsidenten Münster vom 30. April 1979 das Recht zur Führung einer Flagge und eines Banners verliehen worden. Der Gemeinde ist mit Urkunde des Oberpräsidenten der Provinz Westfalen vom 10. Juni 1938 das Recht zur Führung eines Wappens verliehen worden. Beschreibung des Wappens: Auf goldenem (gelbem) Felde einen roten mit goldener (gelber) Pflugschar belegten Dreiberg, auf dem eine grüne Linde steht. Beschreibung der Flagge: Von Gelb zu Rot zu Gelb im Verhältnis 1 : 1 : 1 quergestreift, im hochrechteckigen gelben Flaggenhaupt das Gemeindewappen. Beschreibung des Banners: Von Gelb zu Rot zu Gelb im Verhältnis 1 : 1 : 1 längsgestreift, im gelben Bannerhaupt das Gemeindewappen.“ |
| Emsdetten     | laut Hauptsatzung keine Hissflagge |                               | „Das Wappen wurde noch vor der Stadterhebung (1938) vom Oberpräsidenten der Provinz Westfalen am 17. August 1937 verliehen. Nach Peter Veddeler war erstmals in der Hauptsatzung von 1999 von einer grün-weiß-grünen Flagge die Rede, welche aber nicht genau beschrieben wurde. Beschreibung des Wappens: Das Stadtwappen zeigt im grünen Schilde einen von links oben nach rechts unten schräg verlaufenden silbernen (weißen) Wellenbalken, neben dem sich im oberen Felde ein silbernes (weißes) Wannenmachereisen, im unteren Felde ein silbernes (weißes) Weberschiffchen befindet. Beschreibung des Banners: Die Hauptsatzung gibt keine genaue Auskunft über eine Flagge (Banner). Die Stadt führt ein Banner wie folgt: ‚Grün-Weiß-Grün im Verhältnis 1 : 10 : 1, längsgestreift, mit dem Stadtwappen in der Mitte der oberen Hälfte‘.“ |
| Greven        | laut Hauptsatzung keine Hissflagge |                               | „Die Stadt Greven führt Wappen und Flagge, die ihr durch Erlass des Innenministers des Landes Nordrhein-Westfalen vom 6. März 1950 verliehen worden. Beschreibung des Wappens: Die Hauptsatzung gibt keine Blasonierung: „Das Wappen der Stadt Greven zeigt die Farben Blau und Silber.“ Die korrekte Blasonierung muss heißen: „In Blau ein einmastiges silbernes (weißes) Segelboot.“ Beschreibung des Banners: Die Hauptsatzung gibt keine genaue Auskunft über eine Flagge (Banner). ‚Das Banner ist von Blau zu Weiß zu Blau im Verhältnis 1:5:1 längsgestreift und zeigt in der Mitte der oberen Hälfte das Wappen der Stadt‘.“ |
| Hopsten       |                                    |                               | „Der Gemeinde ist mit Urkunde des Regierungspräsidenten Münster vom 14. November 1988 das Recht zur Führung eines Wappens sowie einer Flagge und eines Banners verliehen worden. Beschreibung des Wappens: In Grün eine weiße (silberne) rechtsschräge Leiter, begleitet vorn von einem weißen (silbernen) nach links blickenden Birkhahn, hinten von einem weißen (silbernen) nach rechts schreitenden Mann im Gehrock, mit Kniebundhosen, Hut und schwarzen Schnallenschuhen, auf dem Rücken eine weiße (silberne) Kiepe, in der Rechten ein weißer (silberner) Stock, in der Linken eine weiße (silberne) Pfeife. Beschreibung der Flagge: Von Grün zu Weiß im Verhältnis 1 : 1 quergestreift, in der Mitte das Gemeindewappen. Beschreibung des Banners: Von Grün zu Weiß im Verhältnis 1 : 1 längsgestreift, in der Mitte das Gemeindewappen.“ |
| Hörstel       |                                    |                               | „Der Stadt ist mit Urkunde der Bezirksregierung Münster vom 10. April 1987 das Recht zur Führung eines Wappens, eines Dienstsiegels, einer Flagge und eines Banners verliehen worden. Beschreibung des Wappens: Halb gespalten und geteilt in Gold (Gelb); vorn oben in Rot ein goldenes (gelbes) Eichenblatt, hinten eine rote Schaufel; unten ein rotbezungter schwarzer Biberkopf. Beschreibung der Flagge: Die Hauptsatzung gibt nur Auskunft über das Verleihungsdatum von Wappen, Siegel und Flagge. Die korrekte Beschreibung muss lauten: ‚Die Flagge ist von Rot zu Gelb zu Rot im Verhältnis 1:3:1 quergestreift mit dem Wappenschild in der Mitte des Tuches.‘ Beschreibung des Banners: Das Banner ist von Rot zu Gelb zu Rot im Verhältnis 1:3:1 längsgestreift mit dem Wappenschild im oberen Drittel des Tuches.“ |
| Horstmar      |                                    |                               | „Der Stadt ist mit Urkunde der Bezirksregierung Münster vom 31. Oktober 1978 das Recht zur Führung einer Flagge und eines Banners verliehen worden. Zuvor ist der Stadt Horstmar mit Urkunde des Regierungspräsidenten Münster vom 9. Februar 1972 das Recht zur Führung eines Wappens und eines Dienstsiegels verliehen worden. Beschreibung des Wappens: Auf einem von Silber (Weiß) zu Blau quadrierten Schildgrund, ein aufgerichteter, gold- (gelb) bewehrter und gold- (gelb) gekrönter roter Löwe. Beschreibung der Flagge: Die Flagge ist von Weiß auf Blau in gleichbreiten Streifen neunfach längsgestreift (gemeint ist quergestreift). Im rechten weißen Obereck der Löwe des Stadtwappens. Beschreibung des Banners: Das Banner ist von Weiß auf Blau in gleichbreiten Streifen fünffach längsgestreift, im weißen Bannerhaupt der Löwe des Stadtwappens.“                                                                                              |
| Ibbenbüren    |                                    |                               | „Der Stadt ist mit Urkunde der Bezirksregierung Münster vom 10. Februar 1977 das Recht zur Führung eines Wappens, eines Dienstsiegels, einer Flagge und eines Banners verliehen worden. Beschreibung des Wappens: In blauem, gold (gelb) bordiertem Schild ein aufrechter goldener (gelber) Anker. Beschreibung der Flagge: ‚Von Blau zu Gelb im Verhältnis 1 : 1 längsgestreift (gemeint ist quergestreift) mit dem etwas nach außen versetzten Wappenschild der Stadt.‘ Beschreibung des Banners: Von Blau zu Gelb im Verhältnis 1 : 1 längsgestreift mit dem etwas nach oben versetzten Wappenschild der Stadt.“ |
| Ladbergen     | laut Hauptsatzung keine Hissflagge |                               | „Der Gemeinde ist mit Urkunde des Innenministers des Landes Nordrhein-Westfalen vom 30. Mai 1950 das Recht zur Führung einer Flagge (Banner) verliehen worden; Wappen und Dienstsiegel wurden bereits am 26. April 1950 verliehen. Beschreibung des Wappens: Unter einem roten Schildhaupt mit zwei goldenen Bienen, im silbernen Feld drei (2 : 1) rote Seerosenblätter. Beschreibung des Banners: Das Banner führt die Farben rot und weiß in der Anordnung rot-weiß-rot (im Verhältnis 1:3:1 längsgestreift). Die breite weiße Bahn zeigt in ihrem oberen Teil das Gemeindewappen.“ |
| Laer          |                                    |                               | „Der Gemeinde Laer ist mit Urkunde des Regierungspräsidenten Münster vom 28. November 1983 das Recht zur Führung einer Flagge und eines Banners verliehen worden; Wappen und Dienstsiegel wurden bereits am 5. März 1970 verliehen. Beschreibung des Wappens: In Gold (Gelb) ein auffliegender schwarzer, silbern (weiß) bewehrter Falke. Beschreibung der Flagge: Von Gelb und Schwarz im Verhältnis 1 : 1 längsgestreift (gemeint ist quergestreift), in der Mitte der beiden Bahnen das Wappen der Gemeinde. Beschreibung des Banners: Von Gelb und Schwarz im Verhältnis 1 : 1 längsgestreift, in der Mitte der beiden Bahnen im oberen Drittel das Wappen der Gemeinde.“ |
| Lengerich     | laut Hauptsatzung keine Hissflagge |                               | „Der Stadt Lengerich ist mit Urkunde des Innenministers des Landes Nordrhein-Westfalen vom 31. März 1949 das Recht zur Führung eines Wappens, eines Dienstsiegels und einer Flagge verliehen worden. Beschreibung des Wappens: Das Wappen zeigt in blauem Feld einen aufgerichteten goldenen (gelben) Anker, auf dessen Ring zwei goldene (gelbe) gekreuzte Lindenzweige abwärts hervorgehen, die auf dem Anker wieder gekreuzt liegen. Beschreibung des Banners: Die Flagge (Banner) ist in zwei Bahnen im Verhältnis 1:1 in den Farben Grün/Weiß längsgestreift. Sie zeigt in der Mitte das Wappenschild der Stadt.“ |
| Lienen        |                                    |                               | „Der Gemeinde ist mit Urkunde des Innenministers des Landes Nordrhein-Westfalen vom 30. Juli 1962 das Recht zur Führung einer Flagge und eines Banners verliehen worden. Wappen und Dienstsiegel wurden bereits am 18. Februar 1939 durch den Oberpräsidenten der preußischen Provinz Westfalen verliehen. Beschreibung des Wappens: Im silbernen (weißen) Schild über einem roten, mit einem silbernen (weißen) Seerosenblatt belegten Dreiberg zwei rote, balkenweise gestellte Seerosenblätter. Beschreibung der Flagge: Die Gemeinde führt eine quadratische Wappenflagge mit den Symbolen des Wappens ohne Schild und am fliegenden Ende mit drei roten Schenkeln. Beschreibung des Banners: Die Hauptsatzung gibt keine Beschreibung des Banners. Auf Nachfrage gibt es folgende Beschreibung ‚Das Banner ist von Rot zu Weiß im Verhältnis 1:1 längsgestreift und zeigt in der Mitte der oberen Hälfte das Wappenschild der Gemeinde‘.“                       |
| Lotte         |                                    |                               | „Der Gemeinde ist mit Urkunde des Regierungspräsidenten Münster vom 15. August 1975 das Recht zur Führung eines Wappens, eines Dienssiegels, einer Flagge und eines Banners verliehen worden. Beschreibung des Wappens: In Rot ein silberner (weißer) schräglinker Wellenbalken, oben ein gestürzter goldener (gelber) Anker, unten ein silbernes (weißes) Seerosenblatt. Beschreibung der Flagge: Auf quadratischer weißer Bahn der Wappenschild der Gemeinde, am äußeren Ende der Bahn oben, in der Mitte und unten je ein roter Schwenkel. Beschreibung des Banners: Auf weißer, von je einem roten Seitenstreifen im Verhältnis 1:3:1 begleiteter Bahn über die Mitte nach oben geschoben das Wappen der Gemeinde.“ |
| Metelen       | laut Hauptsatzung keine Hissflagge |                               | „Der Gemeinde ist mit Urkunde des Innenministers des Landes Nordrhein-Westfalen vom 13. Mai 1964 das Recht zur Führung eines Wappens, eines Dienstsiegels und einer Flagge (Banner) verliehen worden. Beschreibung des Wappens: ‚In Rot ein goldener (gelber) Reichsapfel mit aufgesetztem goldenen (gelben) Kreuz, dessen Schaft von einem goldenen (gelben) Buchstaben „M“ überzogen ist. Beschreibung des Banners: Das Banner zeigt auf einer gelben, von zwei roten Seitenstreifen im Verhältnis 1:3:1 begleiteten Bahn über die Mitte nach oben geschoben das Wappen der Gemeinde Metelen‘.“ |
| Mettingen     | laut Hauptsatzung keine Hissflagge |                               | „Der Gemeinde ist mit Urkunde des Oberpräsidenten der Provinz Westfalen in Münster vom 26. Oktober 1938 das Recht zur Führung eines Wappens und eine Siegels verliehen worden. Das Recht zur Führung einer Flagge (Banner) ist der Gemeinde durch Urkunde des nordrhein-westfälischen Innenministers in Düsseldorf vom 25. März 1954 verliehen worden. Beschreibung des Wappens: „Auf silbernem (weißem) Grund drei rote Kleeblätter im Verhältnis 2:1. Beschreibung des Banners: Das Banner zeigt auf einer weißen, von zwei roten Seitenstreifen im Verhältnis 1:3:1 begleiteten Bahn über die Mitte nach oben geschoben das Wappen der Gemeinde Mettingen.“ |
| Neuenkirchen  | laut Hauptsatzung keine Hissflagge |                               | „Der Gemeinde ist mit Urkunde des Oberpräsidenten der Provinz Westfalen in Münster vom 17. Juli 1939 das Recht zur Führung eines Wappens und eine Siegels verliehen worden. Die Flagge (Banner) wird voraussischtlich auch seitdem geführt. Flaggen mussten zu der Zeit nicht genehmigt werden. Beschreibung des Wappens: ‚Von Rot und Gold (Gelb) im Wellenschnitt schräggeteilt, oben mit drei aufrechten gebündelten goldenen (gelben) Ähren, unten mit einem roten Weberschiffchen belegt. Beschreibung des Banners: Rot-Gelb längsgestreift, die obere Hälfte besteht aus einem weißen Feld, das oben von einem zweireihigen zu je sieben Feldern von Rot und Gelb geschachten Bannerhaupt begrenzt wird. Im weißen Feld das Wappen mit schwarzer Unterschrift: „Neuenkirchen“‘.“ |
| Nordwalde     | laut Hauptsatzung keine Hissflagge |                               | „Der Gemeinde Nordwalde ist mit Urkunde des Oberpräsidenten der Provinz Westfalen vom 5. Oktober 1935 das Recht zur Führung eines Wappens verliehen worden. Der Gemeinde ist ferner mit Urkunde des Innenministers des Landes Nordrhein-Westfalen vom 29. November 1948 das Recht zur Führung einer Flagge (Banner) verliehen worden. Beschreibung des Wappens: „Das Wappen zeigt auf silbernem (weißem) Feld drei grüne Hainbuchen, die aus grünem Feld hervorwachsen, auf dem ein silbernes (weißes) mit goldenem (gelbem) Knauf versehenes Schwert liegt. Beschreibung des Banners: Die Hauptsatzung gibt keine genaue Beschreibung für das Banner. Die Gemeinde führt ein Banner wie folgt: „Unter fünf Quadraten Grün und Weiß, drei Bahnen Weiß-Grün-Weiß im Verhältnis 1 : 3 : 1, längsgestreift, mit dem Gemeindewappen in der Mitte der oberen Hälfte.“ |
| Ochtrup       | '                                  |                               | „Der Stadt Ochtrup ist mit Urkunde des Innenministers des Landes Nordrhein-Westfalen vom 27. März 1963 das Recht zur Führung einer Flagge und eines Banners verliehen worden; Wappen und Dienstsiegel wurden bereits am 26. April 1950 verliehen. Beschreibung des Wappens: In rotem Feld auf grünem Boden ein silbernes (weißes) Gotteslamm, das eine silberne (weiße) Fahne mit rotem Kreuz trägt, links hinter dem Lamm eine grüne staudenartige Pflanze. Beschreibung der Flagge: Die Flagge zeigt auf einer von zwei gleichlangen und gleichbreiten Längsstreifen in den Farben Rot und Grün gebildeten Bahn etwas zum Fahnenschaft verschoben das Wappen der Stadt Ochtrup in schwarzer Umrahmung. Beschreibung des Banners: Das Banner zeigt auf einer von zwei gleichlangen und gleichbreiten Streifen in den Farben Rot und Grün gebildeten Bahnen etwas über die Mitte nach oben geschoben das oben beschriebene Wappen der Stadt in schwarzer Umrahmung.“ |
| Recke         | laut Hauptsatzung keine Hissflagge |                               | „Der Gemeinde Recke ist durch Erlaß des Innenministers des Landes Nordrhein-Westfalen vom 27. März 1961 das Recht zur Führung einer Flagge (Banner) verliehen worden. Wappen und Dienstsiegel wurden bereits am 1. September 1939 durch den Oberpräsidenten der preußischen Provinz Westfalen verliehen. Beschreibung des Wappens: In Silber (Weiß) sieben blaue Balken, darauf ein schwarzer, silbern (weiß) verfugter Turm mit Satteldach und drei rundbogigen, silbernen (weißen) Fenstern, darunter eine silberne (weiße), rechteckige Schießscharte und unten ein silbernes (weißes), spitzbogiges Tor. Beschreibung des Banners: Die Flagge zeigt die Farben blau, schwarz und weiß.“ Korrekt muss es heißen: „Weiß-Blau längsgestreift, im oberen Drittel mit dem Wappen belegt.“ |
| Rheine        |                                    | laut Hauptsatzung kein Banner | „Der Stadt ist mit Urkunde der Bezirksregierung Münster vom 24. März 1976 das Recht zur Führung eines Wappens, eines Dienstsiegels und einer Flagge verliehen worden. Beschreibung des Wappens: In Gold (Gelb) ein mit drei sechsstrahligen goldenen (gelben) Sternen belegter roter Balken. Beschreibung der Flagge: Die Hauptsatzung gibt nur eine ungenaue Auskunft über eine Flagge: „Die Flagge der Stadt Rheine hat die Farben gold-rot-gold.“ Die korrekte Beschreibung muss lauten: ‚Die Flagge ist von Gelb zu Rot zu Gelb im Verhältnis 1:1:1 quergestreift mit dem Wappenschild in der Mitte des Tuches‘.“ |
| Saerbeck      |                                    | laut Hauptsatzung kein Banner | „Der Gemeinde ist mit Urkunde der Bezirksregierung Münster vom 29. Oktober 1974 das Recht zur Führung eines Wappens, eines Dienstsiegels und einer Flagge verliehen worden. Beschreibung des Wappens: In Gold (Gelb) ein mit drei sechsstrahligen goldenen (gelben) Sternen belegter roter Balken. Beschreibung der Flagge: Die Hauptsatzung gibt nur eine ungenaue Auskunft über eine Flagge: ‚Die Flagge ist in drei Bahnen im Verhältnis 1:3:1 von Rot zu Gelb zu Rot längsgestreift (gemeint ist quergestreift) und zeigt in der Mitte der gelben Bahn das Gemeindewappen im Schild‘.“ |
| Steinfurt     |                                    |                               | „Der Stadt ist mit Urkunde der Bezirksregierung Münster vom 17. November 1978 das Recht zur Führung eines Wappens, eine Dienstsiegels, einer Flagge und eines Banners verliehen worden. Beschreibung des Wappens: In Blau über einer goldenen (gelben) Zinnmauer ein dreitürmiger gelber (goldener) Torturm mit Fallgatter, im (goldenen) gelben Schildhaupt neun (5 : 4) balkenweise gestellte und auf der Spitze stehende blaue Rauten. Beschreibung der Flagge: Die Flagge der Stadt ist von Gelb und Blau im Verhältnis 1:1 längsgestreift (gemeint ist quergestreift) und zeigt in der Mitte etwas zur Stange verschoben das Wappenschild der Stadt. Beschreibung des Banners: Das Banner ist von Gelb und Blau im Verhältnis 1:1 längsgestreift und zeigt in der Mitte der oberen Hälfte das Wappenschild der Kreisstadt.“ |
| Tecklenburg   |                                    |                               | „Der Stadt Tecklenburg ist mit Urkunde des Regierungspräsidenten in Münster vom 16.12.1976 das Recht zur Führung eines Wappens, einer Flagge, eines Banners und eines Dienstsiegels verliehen worden. Beschreibung des Wappens: In Silber (Weiß) ein mit einem linksgerichteten liegenden goldenen (gelben) Anker belegter blauer Balken, von drei roten Seeblättern (oben 2, unten 1) begleitet. Beschreibung der Flagge: Von Rot zu Weiß im Verhältnis 1 : 1 längsgestreift (gemeint ist quergestreift), in der Mitte, etwas zur Stange hin verschoben, das Stadtwappen. Beschreibung des Banners: Von Rot zu Weiß im Verhältnis 1 : 1 längsgestreift, in der Mitte, der oberen Hälfte, das Stadtwappen.“ |
| Westerkappeln |                                    |                               | „Der Gemeinde ist mit Urkunde des Innenministers des Landes Nordrhein-Westfalen vom 21. Oktober 1958 das Recht zur Führung eines Wappens, eines Dienstsiegels, eines Banners und einer Flagge verliehen worden.. Beschreibung des Wappens: Im roten Felde eine weibliche Figur in silbernem (weißem) Gewand, die in der Rechten einen goldenen (gelben) Palmzweig, in der Linken einen goldenen (gelben) Anker hält. Beschreibung der Flagge: Die Flagge zeigt auf quadratischen Tuch das Wappen der Gemeinde ohne Schild. Beschreibung des Banners: Das Banner zeigt in einer weißen von zwei roten Seitenstreifen 1 : 3 : 1 begleiteten Bahn über die Mitte nach oben geschoben das Wappen der Gemeinde.“ |
| Wettringen    | laut Hauptsatzung keine Hissflagge |                               | „Der Gemeinde ist mit Urkunde des Oberpräsidenten der Provinz Westfalen in Münster vom 21. Juni 1938 das Recht zur Führung eines Wappens, eines Dienstsiegels und einer Flagge verliehen worden. Beschreibung des Wappens: Geteilt durch einen roten Balken von Silber (Weiß) und Gold (Gelb), ein roter Wolkenbalken (Wellenbalken), unten ein roter Schwan. Beschreibung des Banners: Das Banner zeigt in einer weißen von zwei roten Seitenstreifen 1 : 5 : 1 begleiteten Bahn über die Mitte nach oben geschoben das Wappen der Gemeinde.“ Die Hauptsatzung gibt folgende ungenaue Beschreibung: „Gleichzeitig verleihe ich der Gemeinde das Recht, eine weiße mit roten Bahnen seitlich eingefasste Flagge, die in der Mitte mit dem Wappen belegt ist, zu führen.“ |